# Naturisme en Allemagne

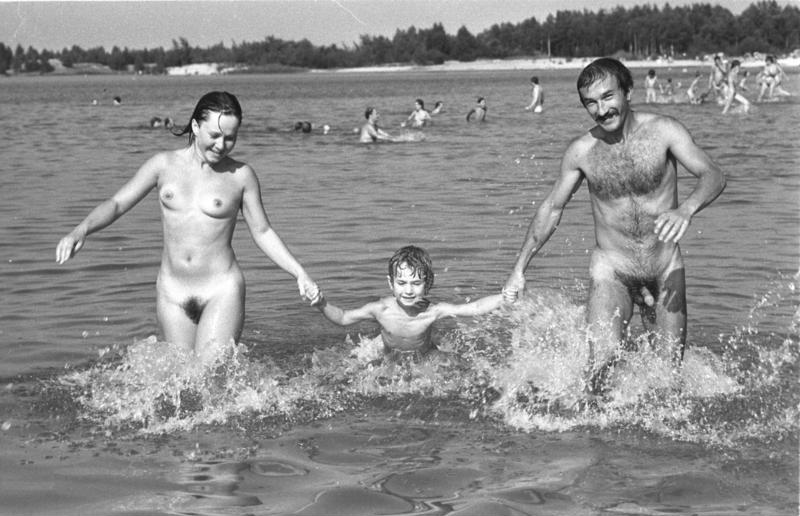
Une famille naturiste dans le lac de Senftenberg en 1983.

Le naturisme en Allemagne,  mouvement culturel et politique de pratique, de promotion et de défense sociale de la nudité en privé et en public, est particulièrement fort. Il y émerge dans les années 1920, pendant la République de Weimar, sous le nom de Freikörperkultur (FKK).
Il renvoie à un style de vie basé sur le nudisme personnel ou, familial. Le naturisme est né de la réforme allemande Lebensreform du mouvement de jeunesse Wandervogel de 1896. Le naturisme a été adopté dans de nombreux pays européens voisins et a été pris par les Allemands de la diaspora en Amérique du Nord et sur d'autres continents.
En 1974, la Fédération naturiste internationale (FNI) a défini le naturisme comme « un mode de vie en harmonie avec la nature, exprimé à travers la nudité personnelle ou sociale, et se caractérise par le respect de soi des personnes ayant des opinions différentes et de l'environnement ».

## Histoire
Le naturisme allemand est né du mouvement allemand Lebensreform du mouvement de jeunesse Wandervogel en 1896, depuis Steglitz qui encourageait les initiatives de sport et de fitness. Dans le même temps, les médecins de la Naturheilbewegung en utilisant l'héliothérapie, traitaient des maladies telles que la tuberculose, les rhumatismes et la scrofule avec l'exposition à la lumière du soleil.
La Nacktkultur fait référence à un réseau de plus de 200 clubs privés en l'Allemagne, qui promeuvent la pratique du nudisme comme un moyen de relier l'individu à la nature. Le terme a été inventé en 1902 par Heinrich Pudor, qui a publié un traité en trois volumes en 1906 connectant nudisme, végétarisme et réforme sociale. Cependant, ses origines peuvent remonter aux années 1870. Ses principaux promoteurs ont été Adolf Koch et Hans Suren. L'Allemagne a publié le premier journal naturiste entre 1902 et 1932.
Le mouvement a continué à gagner de l'importance dans les années 1920, présenté comme à la fois bon pour la santé, mais aussi pour ses idéaux utopiques. Il est devenu politisé par des radicaux-socialistes qui estiment que le mouvement conduirait à une décomposition de la société et à une société sans classe. Il s'est associé avec le pacifisme. En 1926, Adolf Koch crée une école de la pratique du nudisme en encourageant un mélange des sexes, du sport en plein air, dans le cadre d'un programme d'hygiène sexuelle. En 1929, l'école de Berlin a accueilli le premier Congrès international sur la nudité.
Pendant l'époque national-socialiste Gleichschaltung, le naturisme a non seulement bénéficié d'une reconnaissance officielle et de parrainage pour ses bienfaits pour la santé, mais a aussi été persécuté car les fonctionnaires discutaient du concept de la culture de la nudité. En mars 1933, le ministre de l'Intérieur de Prusse Hermann Göring adopte des lois limitant le nudisme mixte, comme une réaction à l'augmentation de l'immoralité de la république de Weimar. En janvier 1934, le Reichmeister de l'Intérieur, Wilhelm Frick passe un décret restreignant le naturisme en raison des craintes qu'il soit un terrain fertile pour les marxistes et les homosexuels.
Mais l'interdiction n'a duré qu'un mois. En seulement un an, le nudisme était pratiqué avec le plein soutien de l'État. Toutefois, l'interdiction ne signifie pas la fin du nudisme. Les règles ont été finalement adoucies en juillet 1942. Cependant, tous les clubs de naturisme doivent s'inscrire auprès de Kraft durch Freude, ce qui signifiait l'exclusion des Juifs et des communistes. Aussi, ils devaient mener toutes les activités à la campagne afin qu'il n'y ait presque aucune chance d'être vu par les autres.
Après la guerre, les Allemands de l'Est étaient libres de pratiquer le nudisme, principalement sur les plages plutôt que des clubs (privés, les organisations sont considérées comme potentiellement subversive par le gouvernement). Des nudistes sont devenus un élément important dans l'Aile Gauche de la politique allemande. Le Proletarische Freikörperkulturbewegung groupe des Travailleurs à l'Organisation Sportive avait 60 000 membres.
Dans l'Allemagne de l'Ouest et aujourd'hui l'Allemagne réunifiée, nombre de clubs, de parcs et de plages sont ouverts aux naturistes. Depuis la réunification, cependant, la nudité est devenue moins fréquente dans l'ancienne zone de l'Est. Les vacances en Méditerranée, en France au large de la station balnéaire du Cap d'Agde, sont également devenues populaires pour les Allemands lors de l'ouverture, à la fin des années 1960, et les Allemands sont généralement les étrangers qu'on rencontre le plus souvent nus sur les plages nudistes d'Europe.

### Documentaire
- Nu et libre, histoire du naturisme, Arte, 2005.